# Uda (Argeș)
Uda è un comune della Romania di 2 227 abitanti, ubicato nel distretto di Argeș, nella regione storica della Muntenia.
Il comune è formato dall'unione di 16 villaggi: Bădulești, Bărănești, Braniștea, Chirițești, Cotu, Dealu Bisericii, Dealu Tolcesei, Diconești, Gorani, Greabăn, Lungulești, Miercani, Rîjlețu-Govora, Romana, Săliștea, Uda.